# Ха-Чу
Ха-Чу — река в западной части Бутана. Правый приток Чин-Чу.

## География
Ха-Чу протекает в ущелье южного склона центрального гималайского хребта. Район истока расположен к югу от Джомолхари, где ряд более мелких ручьев, стекающих с ледников, впадают в основной поток. После этого Ха-Чу течёт в юго-восточном направлении и впадает в реку Чин-Чу справа.

## Долина реки
В западном Бутане расположены несколько значительных долин: Ха (протяжённость 2700 м), Паро (2200 м), Тхимпху (2300 м).
Верхняя часть долины Ха-Чу представлена горными ущельями, но в нижнем и среднем течении река протекает по глубокой речной долине. Вдоль реки имеется множество скальных выходов. Долина Ха расположена на границе с Китаем.

### Город Ха
Ха — город, лежащий вдоль реки. Город сохранил традиционный бутанский стиль архитектуры.

### Лакханг-Карпо
Лакханг-Карпо («Храм белого голубя») — храм, расположенный в 3 км к югу от города Ха и построенный, как полагают, в VIII веке при тибетском царе Сонгцэне Гампо, после того как он послал двух голубей (чёрного и белого), чтобы найти священное место для строительства монастыря.

### Рыбоводство
Традиционно в реке ведётся промысел на лососёвых и Schizothorax progastus. Кумжа появилась впервые в Бутане в 1930 году. Ферма в Ха появилась сразу же после этого.